# John Jacob Abel
 John Jacob Abel  (1857 - 1938) foi um farmacólogo norte-americano, nascido em Cleveland. Leccionou nas Universidades de Michigan e Hopkins. A partir de extractos supra-renais, isolou um sal puro do seu princípio activo, o sulfato de adrenalina, primeiro produto que se conseguiu retirar de uma glândula endócrina. Isolou a insulina pura cristalizada em 1927, pouco depois de Banting ter conseguido obter um extracto pancreático, destinado ao tratamento diabético.